# Sam Nicholson
 Sam Nicholson  (Edimburgo, Escocia, Reino Unido, 20 de enero de 1995) es un futbolista escocés. Juega como centrocampista y su equipo es el Motherwell F. C. de la Scottish Premiership.

## Selección nacional
Ha sido internacional con Escocia en las categorías sub-18, sub-19 y sub-21.

## Clubes
| Club                      | País           | Año       |
| ------------------------- | -------------- | --------- |
| Heart of Midlothian F. C. | Escocia        | 2013-2017 |
| Minnesota United          | Estados Unidos | 2017-2018 |
| Colorado Rapids           | Estados Unidos | 2018-2020 |
| Bristol Rovers F. C.      | Inglaterra     | 2020-2022 |
| Colorado Rapids           | Estados Unidos | 2022-2023 |
| Motherwell F. C.          | Escocia        | 2024-     |

## Palmarés

### Campeonatos nacionales
| Título                | Club                      | País    | Año  |
| --------------------- | ------------------------- | ------- | ---- |
| Campeonato de Escocia | Heart of Midlothian F. C. | Escocia | 2015 |